# Los Angeles Film Critics Association Awards 2005
La 31ª edizione dei Los Angeles Film Critics Association Awards si è tenuta nel dicembre 2005, per onorare il lavoro nel mondo del cinema per l'anno 2005.

## Premi
Miglior film
- I segreti di Brokeback Mountain (Brokeback Mountain), regia di Ang Lee
  - 2º classificato: A History of Violence, regia di David Cronenberg

Miglior attore
- Philip Seymour Hoffman - Truman Capote - A sangue freddo (Capote)
  - 2º classificato: Heath Ledger - I segreti di Brokeback Mountain (Brokeback Mountain)

Miglior attrice
- Vera Farmiga - Down to the Bone
  - 2º classificato: Judi Dench - Lady Henderson presenta (Mrs Henderson Presents)

Miglior regista
- Ang Lee - I segreti di Brokeback Mountain (Brokeback Mountain)
  - 2º classificato: David Cronenberg - A History of Violence

Miglior attore non protagonista
- William Hurt - A History of Violence
  - 2º classificato: Frank Langella - Good Night, and Good Luck.

Miglior attrice non protagonista
- Catherine Keener - 40 anni vergine (The 40 Year Old Virgin), Truman Capote - A sangue freddo (Capote), La storia di Jack & Rose (The Ballad of Jack and Rose) e The Interpreter
  - 2º classificato: Amy Adams - Junebug

Miglior sceneggiatura
- Dan Futterman - Truman Capote - A sangue freddo (Capote)
- Noah Baumbach - Il calamaro e la balena (The Squid and the Whale)

Miglior fotografia
- Robert Elswit - Good Night, and Good Luck.
  - 2º classificato: Christopher Doyle, Pung-Leung Kwan e Lai Yiu-fai - 2046

Miglior scenografia
- William Chang - 2046
  - 2º classificato: James D. Bissell - Good Night, and Good Luck.

Miglior colonna sonora
- Joe Hisaishi e Youmi Kimura - Il castello errante di Howl (ハウルの動く城)
  - 2º classificato: Ryūichi Sakamoto - Tony Takitani

Miglior film in lingua straniera
- Niente da nascondere (Caché), regia di Michael Haneke  ·  Austria/ Francia
  - 2º classificato: 2046, regia di Wong Kar-wai  ·  Hong Kong

Miglior film d'animazione
- Wallace & Gromit: La maledizione del coniglio mannaro (Wallace & Gromit: The Curse of the Were-Rabbit), regia di Steve Box e Nick Park

Miglior documentario
- Grizzly Man, regia di Werner Herzog
  - 2º classificato: Enron - L'economia della truffa (Enron: The Smartest Guys in the Room), regia di Alex Gibney

Miglior film sperimentale/indipendente
- Peter Watkins - La Commune (Paris, 1871)

New Generation Award
- Terrence Howard

Career Achievement Award
- Richard Widmark

Menzione speciale
- Kevin Thomas - per il suo contributo alla cultura del cinema a Los Angeles
- David Shepard, Bruce Posner e l'Anthology Film Archives - per onorare l'Unseen Cinema, una vollezione di film del 1894-1941